# Syphon Filter
Syphon Filter è un videogioco sparatutto in terza persona sviluppato da Eidetic e pubblicato da 989 Studio per PlayStation. È il primo capitolo dell'omonima serie. Nel videogioco "Syphon Filter" è il nome dato ad una misteriosa arma virale.
Dal 20 settembre 2007 è possibile scaricare Syphon Filter su PlayStation 3 e PlayStation Portable tramite PlayStation Network.
Nel gennaio del 2002, il sito web IGN ha classificato Syphon Filter al 19º posto nella classifica dei migliori videogiochi per PlayStation di tutti i tempi, per poi inserirlo al 18º posto nella medesima classifica nell'Agosto 2023.
La colonna sonora è di Chuck Doud.

## Trama
Gabriel (Gabe) Logan e Lian Xing sono sulle tracce del terrorista internazionale ricercato Erich Rhoemer (di cittadinanza tedesca, ma adesso cecena). L'agente speciale Ellis (con poca esperienza operativa) viene infiltrato nella banda di Rhoemer in Costa Rica, ma viene scoperto e ucciso dall'ex agente del KGB, al soldo di Rhoemer, Mara Aramov. Rhoemer allora sentendosi scoperto ordina al suo tenente Anton Girdeux di bruciare tutte le piantagioni per nascondere le sue ricerche sul virus Syphon Filter.
La scena si sposta su Washington, dove Thomas Markinson, il direttore dell'agenzia, sta facendo rapporto sulle scoperte di Logan al suo vice Edward Benton, e ad un uomo nell'ombra che dice di Logan «aspettiamo e vediamo cosa riesce a scoprire». Gabe e Lian allora investigano su una misteriosa epidemia virale sui monti dell'Himalaya, scoprendo un solo sopravvissuto. All'inizio del gioco, Erich Rhoemer e i suoi soldati hanno sferrato un attacco terroristico biologico su Washington, piazzando numerose bombe nella città. Logan si mette sulle tracce del terrorista, eliminando prima Pavel Kravitch, l'esperto di telecomunicazioni di Rhoemer, per poi dirigersi nella metropolitana della capitale per disattivare le bombe e catturare Aramov. Qui tuttavia scopre che era tutta una trappola per depistarli: al posto delle bombe biologiche ci sono delle bombe esplosive che distruggono l'intera metropolitana. Gabe riesce a salvarsi e a catturare Mara, che gli rivela la vera posizione delle bombe virali: il parco cittadino. Giunto sul posto, Gabe riuscirà ad uccidere sia Jorge Marcos, esperto di ordigni, che Anton Girdeux, compromettendo così l'esplosione dell'epidemia.
Successivamente, alcune ricerche di laboratorio dimostrano che il Syphon Filter è un'arma biologica di nuova generazione, capace di colpire determinati gruppi etnici con grande precisione. Ma la vera potenza del virus sta nel fatto che può essere riprogrammato. Il gioco si sposta a New York nell'Expo Center della Pharcom, nota agenzia per la ricerca sui farmaci diretta da Jonathan Phagan. Quest'ultimo non ci mette molto per allontanarsi dall'inaugurazione di una nuova ala del centro, ma per sua sfortuna viene seguito da Gabe che lo scopre a parlare con Aramov e Benton, che si svela essere un doppiogiochista.
La discussione si fa animata e Aramov cattura Phagan lasciando Gabe da solo con il traditore, che viene infine eliminato. In seguito si mette alla ricerca di Phagan, tenuto sotto tiro da Aramov, che viene neutralizzata da Gabe.
Adesso l'agente è pronto per andare nella base segreta di Rhoemer in Kazakistan per disattivare i suoi missili e uccidere il comandante Vladimir Gabrek. Completata la missione però la compagna di Logan, Lian, viene fatta prigioniera, e si trova a dover fuggire da solo non prima però di aver distrutto un elicottero Hind. Altre ricerche porteranno il protagonista in una cattedrale in Ucraina, dove vengono fatti esperimenti su cavie umane, compresi Phagan e Lian, che dovranno essere liberati. A fine missione è possibile vedere un filmato in cui Mara spara a Phagan e vi offre il suo aiuto.
A questo punto Gabe viene mandato nuovamente in Kazakistan nei magazzini Pharcom dove i mercenari di Rhoemer e gli uomini di Phagan combattono gli uni contro gli latri per avere il controllo della posizione. Entrato nella base segreta Gabe scopre i loschi piani dell'agenzia rivelati da Markinson, direttore dell'Agenzia stessa. Essendo Rhoemer un uomo pieno di idealismi uccide Markinson per avere il pieno controllo di un missile ICBM caricato con una bomba piena di Syphon Filter; per fortuna il lancio viene impedito prima che possa scatenare la terza guerra mondiale. Gabe, infine, uccide Rhoemer con delle granate a gas visto che lui indossa una speciale tuta in kevlar resistente ai proiettili.
Dopo i crediti del gioco, Aramov parla con la figura oscura (quella del filmato introduttivo) preannunciando un seguito.

## Livelli
- Georgia Street
- Metro distrutta
- Linea principale della metro
- Washington Park
- Freedom Memorial
- Ricevimento all'Esposizione
- Esposizione Dinorama
- Base di Rhoemer
- Bunker della base
- Torre della base

- Fuga dalla base
- Roccaforte di Rhoemer
- Livello della roccaforte
- Catacombe della roccaforte
- Magazzini PHARCOM
- Guardie d'élite PHARCOM
- Magazzino 76
- Tunnel d'accesso al silo
- Blackout del tunnel
- Silo dei missili

## Personaggi
- Gabriel Logan (doppiato nella versione italiana da Andrea Piovan)
- Lian Xing (doppiata nella versione italiana da Ilaria D'Elia)
- Thomas Markinson (doppiato nella versione italiana da Angelo Cola)
- Jonathan Phagan (doppiato nella versione italiana da Massimo Marinoni)
- Alec Kabanov
- Edward Benton (doppiato nella versione italiana da Luigi Chiapinni)
- Anton Girdeux (doppiato nella versione italiana da Philippe Smolikowski)
- Mara Aramov (doppiato nella versione italiana da Benedetta Ferraro)
- Erich Rhoemer (doppiato nella versione italiana da Silvio d'Alessandro)

### Boss di livello
- Pavel Kravitch
- Mara Aramov
- Jorge Marcos
- Anton Girdeux
- Edward Benton
- Vladislav Gabrek
- Elicottero russo KI-33
- Erich Rhoemer

## Armi e strumenti
- Pistola 9mm con silenziatore
- M16
- Fucile di precisione
- Taser
- Torcia
- Granata M67 a frammentazione
- M79
- Carabina
- Esplosivi C4
- Fucile a infrarossi
- Pistola.45 (Colt)

- Pistola mitragliatrice HK-5
- Mitra G-18
- Scheda magnetica
- Carabina da combattimento
- Fucile K3G4
- PK-102
- Granata a gas
- Antigene virale
- Pistola mitragliatrice BIZ-2
- Scanner virale